# Зірка екрану
«Зірка екрану» (рос. «Звезда экрана») — радянський музичний фільм 1974 року, знятий за оперетою Андрія Ешпая «Немає мене щасливіше».

## Сюжет
Молода акторка Вероніка, яка знялася в гучному фільмі, приступила до роботи над другою роллю, прототипом якої була партизанка Таня, яку вважали загиблою.
В процесі болісних пошуків образу Вероніка розшукує тих, хто знав Таню, і випадково дізнається, що безстрашна партизанка жива і зараз працює директором курортного готелю, де зупинилася знімальна група. Далі йдуть хвилюючі зустрічі висхідної зірки з героїнею славного минулого і з правдою життя…

## У ролях
- Валентина Смєлкова —  Вероніка Чернова
- Віра Васильєва —  партизанка Таня, в мирний час — директор готелю Ольга Сергіївна
- Михайло Пуговкін —  Борис Борисович Дудкін, директор фільму
- Гренада Мнацаканова —  Марина Бойченко, художниця
- Микола Мерзлікін —  Володя, історик
- Олександр Лазарєв —  Ігор Греков, режисер картини
- Юрій Пузирьов —  Потанін / товариш Антон
- Віктор Іллічов —  Сеня
- Глікерія Богданова-Чеснокова —  дама з собачкою
- Савелій Крамаров —  Гриша, водій
- Валентина Ушакова —  Маша Федотова, фронтова медсестра
- Маргарита Жарова —  епізод
- Лев Потьомкін —  заступник Дудкіна

## Знімальна група
- Автори сценарію: Володимир Горіккер,  Володимир Константинов,  Борис Рацер
- Режисер: Володимир Горіккер
- Оператор: Валерій Базильов
- Художник: Борис Комяков
- Композитор:  Андрій Ешпай